# São Paulo Railway
La São Paulo Railway Company Limited fue el primer ferrocarril del estado de São Paulo, Brasil. Las líneas de la empresa unía ciudades de la meseta paulista (Estación Jundiaí) al litoral (estación Valongo/Santos).

## Historia

### Antecedentes
En 1727, Francisco de Melo Palheta introdujo el cultivo del café en tierras brasileñas sin saber que, un siglo después, su consumo sería ampliamente difundido e incentivado con el estallido de la Revolución Industrial en Europa que trajo gran desarrollo económico a las regiones cultivadas. Así, a partir de mediados del siglo XIX, el café pasó a ocupar el lugar del azúcar como principal producto de exportación de Brasil.
Río de Janeiro fue pionero en el nuevo cultivo pero su expansión continuó hacia el Valle del Paraíba llegando pronto al interior de São Paulo donde se consolidó en las regiones de Campinas, Río Claro, Araraquara, Ribeirão Preto y Mogi Mirim. Esto se debe a que la plantación de café agota el suelo muy rápidamente, por lo que los centros de producción tienden a alejarse. 
En São Paulo, este desplazamiento alejó cada vez más los cultivos del puerto de [[Río de Janeiro], dificultando su transporte. La alternativa era el puerto de Santos, en el litoral de la provincia de São Paulo. Sin embargo, entre la zona cafetera y el puerto se interponía el mayor obstáculo para el desarrollo de la provincia: el desnivel de 800 metros de la Serra do Mar.
La travesía de la sierra desde la meseta hasta la llanura de Santos se hacía con mulas organizadas en tropas de centenares de animales, principalmente por la Estrada Velha de Santos, a lo largo de la cual había posadas para el descanso de los viajeros y pastos para las mulas, y otros caminos como la antigua senda de Tupiniquim, que más tarde se convertiría en la base de la ruta de montaña de la São Paulo Railway (SPR). 
Pero estas rutas eran precarias - la propia Estrada Velha fue prácticamente cerrada dos años después de su inauguración por ser muy utilizada por los arrieros - y restringía el cultivo del café a Rio Claro, ya que el costo del flete a cualquier lugar más allá de este límite era tan alto que hacía inviable cualquier actividad, y la mayor parte de la carga se perdía en el camino.
Debido a todos estos factores, era urgente establecer una carretera eficiente que permitiese el paso de personas y mercancías a través de la Serra do Mar.

### Primeros proyectos
Un grupo de brasileños, en 1839, presentó un anteproyecto al ingeniero Robert Stephenson para la construcción de un ferrocarril a través de la Serra do Mar, ya que era un obstáculo para el progreso de la Baixada Santista y del propio estado de São Paulo - porque prácticamente aislaba el puerto de Santos de toda la zona productora de la meseta.
Robert Stephenson era hijo de George Stephenson, inventor de la primera locomotora de vapor y constructor del ferrocarril entre Manchester y Liverpool, precursor de todos los ferrocarriles del mundo. El proyecto brasileño fue considerado prematuro y, en consecuencia, abandonado.

### Construcción

#### Proyecto de Mauá
En 1859, el Barão de Mauá junto con un grupo de personas, convenció al gobierno imperial de la importancia de construir un ferrocarril que uniera el interior de São Paulo al puerto de Santos. El barón de Mauá ordenó estudios y exámenes del tramo entre Jundiaí y la cima de la Serra do Mar.
El tramo de 800 metros por la Serra do Mar se consideró impracticable. Requería tal pericia por parte de los ingenieros que sólo podría lograrse mediante una experiencia excepcional. Por esta razón, Mauá recurrió a uno de los mayores expertos en la materia: el ingeniero ferroviario británico James Brunlees.
La primera duda sobre el proyectado "Ferrocarril de São Paulo" se refería a los costes, ya que el contrato ofrecido esbozaba un ferrocarril de vía ancha (1 metro y 60 centímetros) por la ruta más corta, entre Santos y Jundiaí.
Brunlees vino a examinar la Serra. Pensó que un ferrocarril podría escalarla, a un coste dentro de los límites establecidos, y aceptó el contrato.
Sólo quedaba encontrar a alguien dispuesto a llevar a cabo el proyecto. Buscó a Daniel Makinson Fox, un ingeniero que había adquirido experiencia en la construcción de ferrocarriles por las montañas del norte de Gales y las laderas de los Pirineos. El descubrimiento de la ruta definitiva se hizo desde la costa, según Fábio Cyrino, en su obra Café, Ferro e Argila:

[Daniel Makinson Fox
Fox]] recorrió la Serra do Mar de arriba abajo, pero el hallazgo de un paso a través de la pared de la montaña, por el que podrían circular trenes, sólo lo encontró cuando desembarcó en Santos, ya que sólo podía verse desde lejos. En esta ocasión, observó una fisura que se extendía hasta la cumbre, la cual estaba interrumpida por una gruta aparentemente infranqueable, la Grota Funda, y desde este punto fue posible vislumbrar el trazado definitivo de la carretera a lo largo del valle del río Mogi.

Fox propuso entonces que la ruta para subir a la Serra se dividiera en cuatro vertientes, de 1.781, 1.947, 2.096 y 3.139 metros respectivamente, cada una con una pendiente del 8%. Al final de cada ladera se construiría un tramo de línea de 75 metros de longitud, denominado "rellano", con una pendiente del 1,3%. En cada uno de estos niveles se construiría una central eléctrica y una máquina de vapor para tirar de los cables.
La propuesta fue aprobada por Brunless y se creó una nueva empresa: The São Paulo Railway Company Ltd., con sede en São Paulo.
También llegaron muchos ingenieros y trabajadores de otros países, como Suiza y Alemania. Algunos de ellos se trasladaron a la ciudad de Itu. Muchos vinieron a otras ciudades donde más tarde también formaron parte del ciclo del café, como Río Claro y Araras. 

#### Construcción del tramo de llanura
El 15 de marzo de 1860 se inició la construcción del tramo de 20 kilómetros comprendido entre Santos y Piaçaguera, al pie de la Serra do Mar. Para ello hubo que construir dos puentes paralelos, de 150 metros de longitud cada uno, para conectar Santos con el continente. Posteriormente, hubo que cruzar el río Mogi, con un puente de tres aberturas de 20 metros cada una, y el río Cubatão, con otro puente de cuatro aberturas de 23 metros cada una.

#### Subida de la Serra do Mar

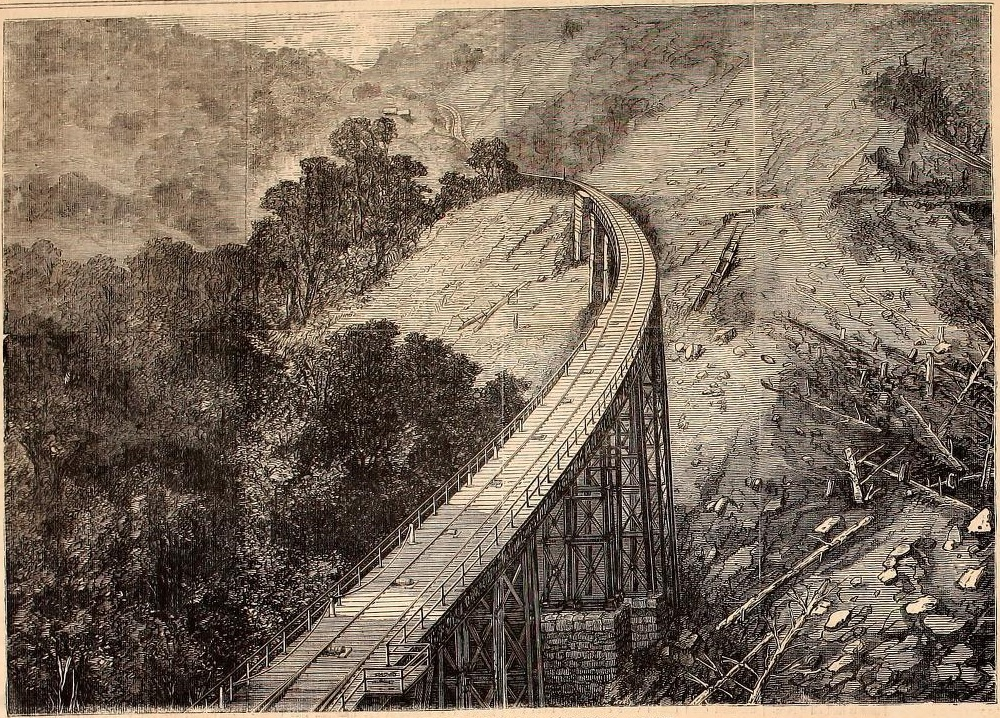
El viaducto de la Serra (Harper's Weekly, Vol. 12, No. 623, 5 de diciembre de 1868)

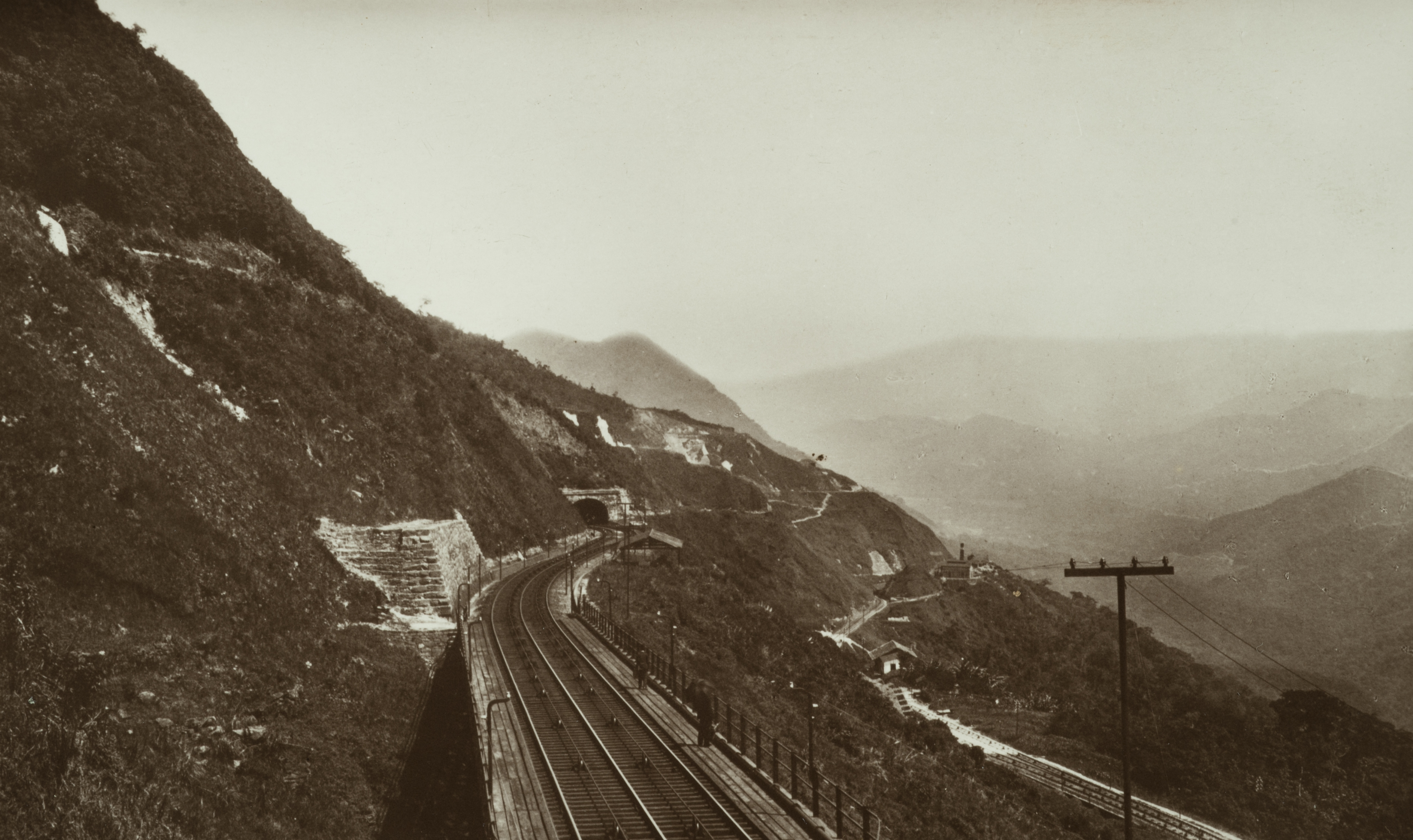
S. P. R. Serra II

En la cima de la montaña, se creó una estación que servía como campamento de trabajadores y que se llamó Paranapiacaba. Permitía el cambio de sistema de los trenes. La carretera se construyó sin utilizar explosivos, ya que el terreno era muy inestable. Las rocas se excavaron utilizando únicamente cuñas y clavos. Algunos cortes alcanzaron los 20 metros de profundidad. Para proteger el lecho de la vía de las lluvias torrenciales, se construyeron muros de mampostería de entre 3 y 20 metros de altura, que consumieron 230.000 metros cúbicos de mampostería.
A pesar de todas las dificultades, las obras se terminaron 10 meses antes de lo previsto en el contrato de ocho años. El Ferrocarril de São Paulo se abrió al tráfico el 16 de febrero de 1867.

### Construcción de Serra Nova
El gran volumen de café transportado al puerto de Santos llevó a la construcción de un nuevo ferrocarril, paralelo al antiguo, en 1895 llamado "Serra Nova". Este nuevo ferrocarril utilizaba un sistema de cuerda sin fin, o funicular. En este sistema, el recorrido se dividía en cinco tramos, en cada uno de los cuales había máquinas de 1.000 CV instaladas en posiciones subterráneas, aunque estas máquinas no superaban los 951 CV. 
Por cada tren que ascendía, había otro de peso similar o equivalente, con el fin de contrarrestar las fuerzas de ascenso y descenso y permitir así que las máquinas fijas realizaran el mínimo esfuerzo. Para trasladar el tren de un nivel a otro, una máquina llamada locobreque, que acompañaba al vagón, disponía de unas pinzas que se sujetaban al cable propulsor hasta el siguiente tramo, donde se cambiaba el cable, y así sucesivamente hasta el pie de la montaña. El sistema se inauguró en 1901 y recibió el sobrenombre de Serra Nova, mientras que el antiguo se llamaba Serra Velha.

### Quiebra del monopolio inglés
En 1889 se produjeron las primeras protestas contra el monopolio británico sobre la ruta del puerto de Santos. Sin embargo, había leyes que protegían la contratación de la explotación privada de los ferrocarriles. Así, no se pudo construir otro ferrocarril en una distancia de 31 kilómetros en cada sentido en la misma dirección que éste. 
En 1889, la Companhia Mogiana de Estradas de Ferro proyectó construir una nueva línea partiendo de su línea en Atibaia, siguiendo por el lado paulista al pie de la Serra da Mantiqueira, cortando por el Valle del Paraíba hasta llegar al puerto de São Sebastião, creando un acceso para las plantaciones de café paulistas a otro puerto para la exportación. 
Sin embargo, cuando los administradores de la SPR se enteraron del proyecto, compraron la Estrada de Ferro Bragantina, que estaba justo en medio del trazado necesario, y la ampliaron, imposibilitando definitivamente el paso de otro ferrocarril por la región sin violar las protecciones legales de la concesión.
También en 1889, por otra parte, se proyectó un nuevo trazado de lo que sería la Línea Mairinque-Santos, que efectivamente comenzó a construirse en 1929, por el Ferrocarril de Sorocabana, y se inauguró en 1935, rompiendo efectivamente el monopolio.

### Campamento
El 13 de septiembre de 1946, finalizó el contrato de 80 años de la São Paulo Railway, que pasó a manos del gobierno brasileño y, el 27 de septiembre de 1947, se transformó en el Ferrocarril Santos-Jundiaí. Diez años más tarde, la EFSJ fue una de las fundaciones de la RFFSA, junto con el Ferrocarril Central do Brasil, en el estado de São Paulo. En la década de 1960, los volúmenes de carga destinados al puerto de Santos aumentaron y el sistema de locobreque quedó obsoleto. En 1974, se inauguró el Sistema Cremalheira-Aderência en el trayecto de la antigua Serra Velha, utilizando locomotoras eléctricas.  En 1984 el sistema locobreque de la Serra Nova fue desactivado para el transporte de mercancías, y a partir de 1987 sólo se utilizó para los trenes turísticos que salían de Paranapiacaba para el cuarto nivel de la Serra. 
En 1994, con el fin de los locobreques turísticos, el sistema fue definitivamente abandonado. En 1996, la gestión de la línea pasó a MRS, que la mantiene hasta hoy.

## Ruta
La São Paulo Railway tenía su kilómetro cero en la ciudad de Santos, más precisamente en el barrio de Valongo, en la región central. Atravesaba los municipios de Cubatão, Santo André (Paranapiacaba), Rio Grande da Serra, Ribeirão Pires, Mauá, de nuevo Santo André (zona central) y São Caetano do Sul hasta llegar a Capital Paulista.
En la capital, sus vías aún servían de separación entre los distritos de Ipiranga y Vila Prudente y entre Cambuci y Mooca. Atravesaban los distritos de Brás, Bom Retiro, Santa Cecília, Barra Funda, Lapa, Pirituba, Jaraguá y Perus.
Siguiendo hacia el interior, su recorrido abarcaba también los actuales municipios de Caieiras, Franco da Rocha, Francisco Morato, Campo Limpo Paulista, Várzea Paulista y Jundiaí, donde terminaba en el barrio de Vila Arens, kilómetro 139.

### Conexiones
El Ferrocarril de São Paulo estaba conectado a:
- Ferrocarril de Sorocabana - En el puerto de Santos; en la Estación Piaçaguera, en Cubatão y en la región de Santa Cecília (Estación Júlio Prestes) hasta Lapa, donde corrían paralelos, con el tercer intercambiador activo
- Ferrocarril Central de Brasil - En Rio Grande da Serra, indirectamente, a través del Ramal de Suzano y en Estação Brás.
- Ferrocarril Perus-Pirapora - En Estación Perus, en Perus.
- Ferrocarril de Bragantina - En la Estación Campo Limpo Paulista, en Campo Limpo Paulista.
- Companhia Ytuana de Estradas de Ferro - En la Estación Jundiaí, en Jundiaí.
- Companhia Paulista de Estradas de Ferro. - También en la Estación Jundiaí, en Jundiaí. Este ferrocarril, de hecho, servía como continuación de la vía de la SPR, uniéndola a los límites del estado de São Paulo.

### Estadísticas
| Año  | Pasajeros | Cargas (t) | Año  | Pasajeros  | Pasajeros (t) |
| ---- | --------- | ---------- | ---- | ---------- | ------------- |
| 1869 | 69 186    | 78 065     | 1923 | 5 527 512  | 3 419 106     |
| 1870 | 75 389    | 68 432     | 1924 | 5 914 363  | 3 479 216     |
| 1880 | 130 854   | 177 482    | 1925 | 7 245 800  | 4 363 490     |
| 1887 | 230 116   | 359 141    | 1926 | 8 347 166  | 4 197 110     |
| 1890 | 422 355   | 607 309    | 1927 | 9 386 691  | 4 632 373     |
| 1900 | 1 115 108 | 1 165 682  | 1928 | 10 773 017 | 4 842 801     |
| 1901 | 1 051 612 | 584 233    | 1929 | 11 726 088 | 5 068 476     |
| 1902 | 1 084 559 | 2 083 371  | 1930 | 10 767 653 | 3 724 296     |
| 1903 | 1 078 503 | 1 437 933  | 1931 | 9 658 597  | 3 820 856     |
| 1909 | 1 538 902 | 2 136 688  | 1940 | 16 289 917 | 5 875 777     |
| 1910 | 1 858 722 | 2 103 882  | 1941 | 16 591 005 | 5 950 386     |
| 1911 | 2 299 531 | 2 377 349  | 1945 | 21 938 250 | 6 547 667     |
| 1916 | 2 794 372 | 2 549 501  | 1946 | 24 020 176 | 6 780 677     |
| 1920 | 4 586 141 | 3 517 302  | -    | -          | -             |